# 坪野神明社
坪野神明社（つぼのしんめいしゃ）は、富山県富山市婦中町速星字坪野飛地991にある神社である。

## 祭神
祭神は富山県神社庁編『富山県神社誌』（1983年刊行）によれば天照皇大神、豊受大神の2座。近年の調査の結果、誉田別命、天児屋根命、迦具土命、伊弉諾命、伊弉冉命の5座が相殿として祭られていたことが分かったという。

## 歴史
社伝では、1097年（永長2年）に若林源左衛門により勧請されたという。この時期はちょうど坪野村の東側に伊勢神宮領鵜坂御厨が設けられていた（『富山県史』所引「神鳳抄」）。御厨はのちに徳大寺家領宮川荘へ包摂された。若林家は中世の婦負郡における有力国人で、1477年（文明9年）、国人とみられる槻尾信次が借米・銭の返済を求めて「御福之為成」に住む若林又太郎を幕府政所に訴えた（「政所賦銘引付」）。1682年（天和2年）2月、又太郎の裔孫とみられる坪野村若林又エ門、若林新四郎が坪野村の肝煎（村役人）として神主近尾伊予守とともに社殿を修築した。1825年（文政8年）4月にも遷宮が行われた。大正年間、海川原村（現富山市婦中町速星）の神明社を合祀した。1963年（昭和38年）11月に茅葺拝殿を取り壊しコンクリート製社殿を造営した。

## 行事
- 稚児舞（8月23日）

1704年（宝永元年）、婦負郡内に流行した疫病を除く祈願のため、若林又太郎の後継者とみられる若林源左衛門（坪野村肝煎）が近隣の村々に呼びかけ、婦負郡中名村（現富山市婦中町中名）の熊野社で舞楽を創始した（8月25日に行われる国の重要無形民俗文化財「熊野神社の稚児舞」）。そのゆかりから、熊野神社における稚児舞7曲の奉納に先立ち、8月23日午後1時から当神社拝殿前で試楽が行われ、同じ7曲が奉納される（明治改暦まで旧暦7月23日が式日。2006年（平成18年）以後午後5時に開始）。なお、中名熊野神社に稚児舞会館が近年建設されるまで、当神社で稚児舞装束を保管していた（明治時代に若林家が退転するまでは、同家で保管していた）。
- 歳旦祭（1月1日）
- 春季祭礼（4月17日）
- 秋季祭礼（神輿巡幸）（10月第3日曜日）

## 文化財
- 絵馬「源為朝、伊豆大島で弓を引かせる図」（文久3年7月、坪野村若連中奉納）

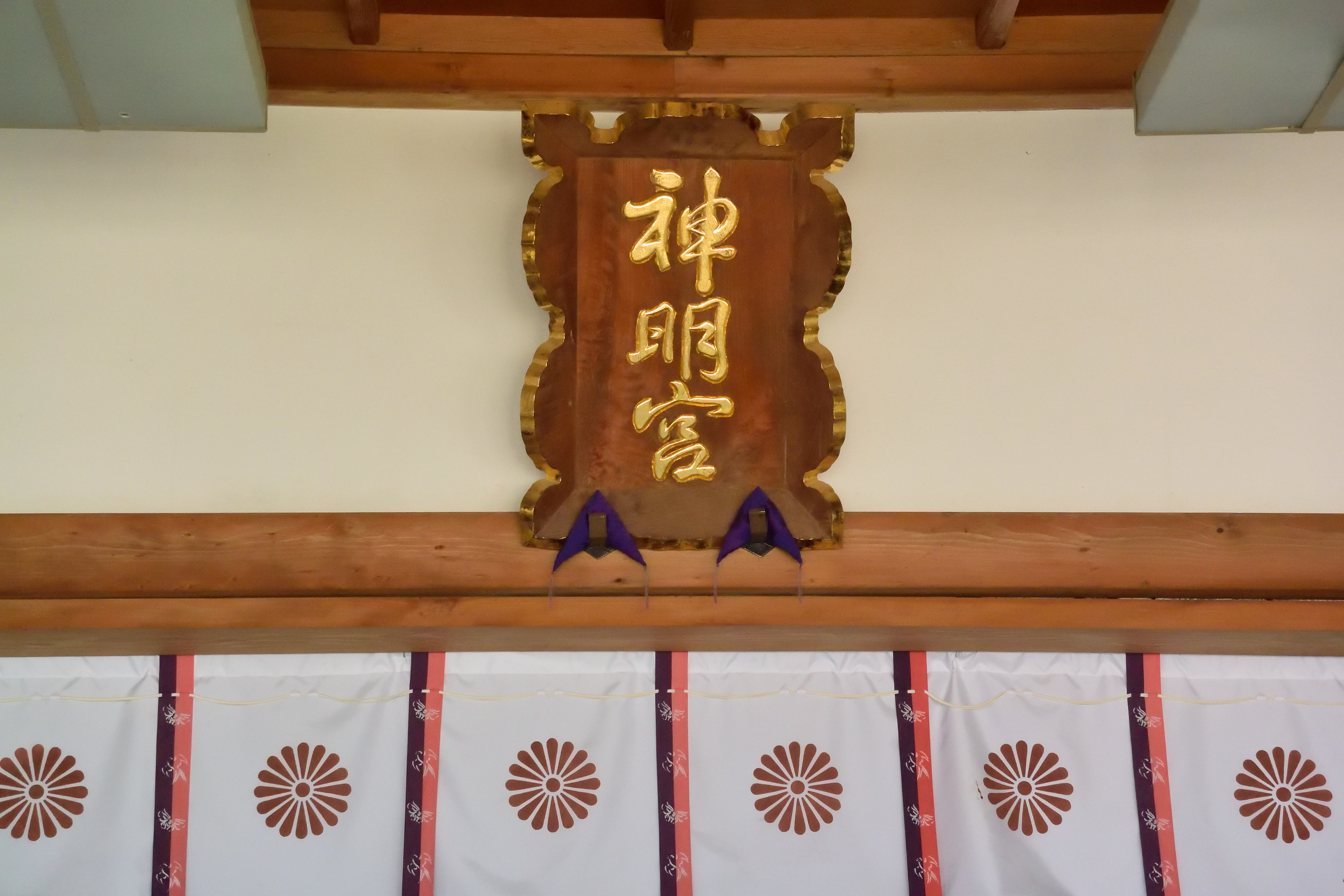
扁額

- 扁額「神明宮」（嘉永5年7月23日、瑞龍寺国常閑雲和尚筆、願主若林氏、村方若産子中奉納）

## 近隣の史跡等
- 延命地蔵堂

境内北に隣接。宝永元年に若林源左衛門の子の圓六の病気平癒を祈り勧請されたという。そばに湧水があった。祭礼（地蔵講）は8月24日。
- 坪野川

当神社の東を流れる河川。井田川支流。水源は婦中町成子地内。富山市立速星中学校敷地の西側、富山県立富山西高等学校敷地の西側を流れ、宮島川へ注ぐ。もと神社の西側を流れていたが、明治時代に笹倉村の地主である浅野長太郎（のち貴族院多額納税者議員）が付け替え工事を行った。

## その他
社叢
拝殿周囲に大きな社叢があり、拝殿狛犬前にあったメタセコイヤの木や西側のケヤキをはじめ、高い樹木が多く、ランドマークとなっていた。1983年（昭和58年）、社務所建設に当たり東側の樹木が伐採された。メタセコイヤもその後の拝殿・社務所改修時に伐採された。2004年（平成16年）5月に西側のケヤキなど喬木を伐採。現在は低木の一部を残す。
獅子舞
坪野神明社の獅子舞は、黒塗り1頭立てである。越中獅子舞の5類型の中で、婦負郡に多い（飛騨系）金蔵獅子に分類される。速星の獅子舞は、明治初期に婦負郡富崎村（現・富山市婦中町富崎）から伝播したと伝え、毎年4月17日に興行されている。

## 交通
- 最寄駅：JR高山線速星駅から南進、徒歩10分。
- 最寄バス停留所：富山地鉄バス「速星2区」から南進、徒歩1分。
- 駐車場：なし